# 杜市镇 (重庆市)
杜市镇，是中华人民共和国重庆市江津区下辖的一个乡镇级行政单位。

## 行政区划
杜市镇下辖以下地区：
三才社区、新场社区、高歇社区、月坝村、湘萍村、龙凤村、胡家村、梅湾村、屏麓村、永隆村、黑滩村、新化村和王家村。